# 에베르 핀
에베르 핀(Éber Finn)은 밀 에스파너의 아들로, 아일랜드 신화와 전통 전승에 따르면 에린의 아르드리이자 밀레시안의 주요 혈통의 시조 중 한 사람이다.
《에린 침략의 서》에 따르면 게일인의 선조는 이베리아반도에 거주했으며, 밀 에스파너의 두 아들 에베르 돈과 에레원이 통치하고 있었다. 에베르의 삼촌 이흐는 에린으로 탐험을 떠났다가 투어허 데 다넌의 세 왕 에후르 맥퀼, 테오르 마케헤트, 카이호르 마그레네에게 살해당했다. 그 복수로서 밀 에스파너의 일곱 아들들은 36척의 전함을 이끌고 에린을 침략했다. 그들은 먼스터의 케리 주에 상륙, 타라 언덕을 향해 진군했다. 그 중간에 밀레시안은 세 왕의 아내인 에리우, 반바, 포들라를 만났는데, 세 왕비는 이 섬에 자신들의 이름을 붙여 달라고 요구했다. 결국 에리우의 이름을 따 "에린"이라고 불리게 된다.
타라에 도착한 밀 에스파너의 아들들은 세 왕을 만났다. 그들은 밀레시안이 배를 돌려 에린에서 9개의 파도만큼 떨어진 바다까지 돌아가 있으면 그 동안 데 다난은 물러가 에린을 넘기기로 했다. 밀레시안이 배를 돌리자 마나난 맥리르가 마법을 부려 폭풍을 불러왔고, 에베르 돈을 포함한 밀 에스파너의 다섯 아들들이 익사했다. 생존자는 에베르 핀과 에레원, 그리고 시인 아메르긴 글링겔 뿐이었다. 그들은 상륙하여 탈틴 전투에서 신족을 격파하고 에린을 손에 넣었다. 아워린은 왕위를 둘로 나누어 북쪽은 에레원이, 남쪽은 에베르 핀이 다스리도록 했다.
탈틴 전투 1년 후, 에베르 핀은 절반의 영토로는 만족하지 못하여 형을 공격했다가 아이르게트로스에서 패배하여 살해당했다. 이로써 에레원은 에린의 유일한 통치자가 되었으며, 이후 아르드리의 위는 에베르 계와 에레원 계가 번갈아 가면서 계승하게 된다.
제프리 키팅은 에베르 핀의 재위를 기원전 1287년 ~ 기원전 1286년으로 추산했으며, 《에린 왕국 연대기》는 기원전 1700년으로 추산하고 있다.
| 전임 에후르 막 쿠일 테후르 막 케크트 케후르 막 그레네 | 에린의 지고왕 (에레원과 공동통치) AFM 기원전 1700년 FFE 기원전 1287년 ~ 기원전 1286년 | 후임 에레원 (단독통치) |